# Zeche Lieselotte
Die Zeche Lieselotte ist ein ehemaliges Steinkohlenbergwerk in Bochum-Querenburg. Das Bergwerk war eine Kleinzeche und war auch unter den Namen Zeche Lieselotte I oder Zeche Lieselotte II bekannt. Das Bergwerk war rund 10 Jahre in Betrieb. Besitzer dieser Kleinzeche war die Lieselotte Kohlengewinnungs GmbH.

## Geschichte
Am 2. Juni 1948 wurde die Zeche Lieselotte in Betrieb genommen. Es wurde ein Pachtfeld von der Mansfeld AG für Bergbau- und Hüttenbetriebe bearbeitet. Auf diesem Pachtfeld befanden sich die ehemaligen Schächte Mansfeld 5 und Mansfeld 6. Im Oktober desselben Jahres wurde die Gesellschaft Lieselotte gegründet. Im Jahr 1950 war ein tonnlägiger Förderschacht in Betrieb. Mit Beginn der Kohlekrise kam auch das Ende für die Zeche Lieselotte. Am 30. September 1958 wurde die Förderung des Bergwerks eingestellt. Am 31. Januar 1959 wurde die Zeche Lieselotte stillgelegt. Die Zeche Lieselotte war das erste Bergwerk, das vor Gründung der Ruhrkohle AG geschlossen werden musste.

## Förderung und Belegschaft
Die ersten Förder- und Belegschaftszahlen stammen aus dem Jahr 1950, in diesem Jahr wurden von 75 Bergleuten insgesamt 16.522 Tonnen Steinkohle gefördert. Auf dem Bergwerk wurden ausschließlich Fettkohlen abgebaut. Im Jahr 1953 lag die Belegschaftszahl bei 188 Beschäftigten. Im Jahr 1954 wurden die maximale Förderung des Bergwerks erreicht. Mit 101 Beschäftigten wurde eine Förderung von 37.849 Tonnen Steinkohle erzielt. Im Jahr darauf wurden mit 112 Bergleuten 35.336 Tonnen Steinkohle abgebaut. Im Jahr 1956 wurden mit 101 Beschäftigten eine Förderung von 18.473 Tonnen Steinkohle erbracht. Im Jahr 1957 wurde eine Förderung von rund 24.000 Tonnen Steinkohle erbracht, die Belegschaftszahl lag bei 112 Beschäftigten. Im Jahr 1958 sank die Förderung auf 12.677 Tonnen Steinkohle. Diese Förderung wurde von 14 Beschäftigten erbracht. Dies sind die letzten Förder- und Belegschaftszahlen des Bergwerks.